# 창녕 영산 만년교
창녕 영산 만년교(昌寧 靈山 萬年橋)는 대한민국 경상남도 창녕군 영산면에 있는, 조선 시대의 아치교이다. 1972년 3월 2일 대한민국의 보물 제564호로 지정되었다.

## 개요
마을 실개천 위에 무지개 모양으로 만들어 놓은 돌다리로, 실개천이 남산에서 흘러내린다 하여 '남천교(南川橋)'라고도 불린다.
개천 양쪽의 자연 암반을 바닥돌로 삼고 그 위에 잘 다듬어진 화강암 석재를 층층이 쌓아 무지개 모양의 홍예(虹霓)를 이루고 있다. 그 위로는 둥글둥글한 자연석을 쌓아 올리고 맨 위에 얇게 흙을 깔아 다리 위로 사람이 다닐 수 있는 길을 만들어 놓았다. 노면은 곡선을 그리며 양 끝을 길게 늘이고 있어 다리의 분위기를 한결 아늑하게 해준다.
조선 정조 4년(1780)에 처음 쌓은 것을 고종 29년(1892)에 다시 쌓아 놓은 것으로, 지금도 마을 사람들이 통행할 만큼 튼튼하여 홍수 등에도 전혀 피해가 없다고 한다.